# Doleschallia pfeili
Doleschallia pfeili är en fjärilsart som beskrevs av Eduard Honrath 1892. Doleschallia pfeili ingår i släktet Doleschallia och familjen praktfjärilar. Inga underarter finns listade i Catalogue of Life.